# Petrus Plancius
Petrus Plancius (vero nome: Pieter Platevoet) (Dranouter, 1552 – 15 maggio 1622) è stato un astronomo, cartografo ed ecclesiastico fiammingo.

## Biografia
Nacque a Dranouter, presso Heuvelland, nelle Fiandre Occidentali. Studiò teologia in Germania ed Inghilterra e, a soli 24 anni, divenne pastore della Chiesa Riformata olandese.
A causa del timore suscitato dalle persecuzioni religiose indette dall'Inquisizione, si trasferì da Bruxelles ad Amsterdam, dopo la caduta della città in mani spagnole nel 1585. Là iniziò ad interessarsi di navigazione e cartografia e, grazie alla fortuna di aver avuto accesso alle carte nautiche portate di recente dal Portogallo, fu ben presto considerato un grande esperto delle rotte nautiche verso l'India. Fu fortemente convinto dell'esistenza di un passaggio a nord-est che avrebbe facilitato non poco la rotta verso l'Estremo Oriente, ma dopo il fallimento del terzo viaggio di Willem Barents (1597) cambiò decisamente opinione.

## Cartografia
Plancius fu uno dei fondatori della Compagnia Olandese delle Indie Orientali, per la quale disegnò più di 100 mappe.
Nel 1592 pubblicò il suo capolavoro cartografico, una mappa del mondo intero chiamata Nova et exacta Terrarum Tabula geographica et hydrographica. Oltre alle mappe, pubblicò riviste e guide di navigazione e sviluppò un nuovo metodo per determinare la longitudine. Fu anche il primo ad aver introdotto la proiezione di Mercatore nelle mappe nautiche.
Plancius fu amico intimo di Henry Hudson, un famoso esploratore del Nuovo Mondo.

## Uranografia
Nel 1589 collaborò con Jacob Floris van Langren, un cartografo di Amsterdam, nella realizzazione di un globo celeste di 32,5 cm che mostrava per la prima volta alcune particolarità dei cieli australi, all'epoca ancora poco conosciuti: la Croce del Sud, il Triangolo Australe ed entrambe le nubi di Magellano.
Nel 1595, chiese a Pieter Dirkszoon Keyser, primo pilota della Hollandia, di effettuare alcune osservazioni della zona attorno al polo sud celeste rimasta oscura sulle carte europee del cielo australe. Keyser morì a Giava l'anno seguente – la sua spedizione fu molto tormentata – ma il suo catalogo di 135 stelle, preparato probabilmente insieme al collega-esploratore Frederick de Houtman, fu consegnato a Plancius, il quale creò con esse 12 nuove costellazioni che alla fine del 1597 (o agli inizi del 1598) inserì su un globo celeste di 35 cm costruito assieme al cartografo di Amsterdam Jodocus Hondius il Vecchio. Le costellazioni di Plancius (raffiguranti quasi tutte animali e soggetti descritti nei libri di storia naturale e nei diari di viaggio dell'epoca) sono il Camaleonte, il Dorado (o Pesce Spada), la Fenice, la Gru, l'Idra Maschio, l'Indiano, la Mosca, il Pavone, il Pesce Volante, il Triangolo Australe, il Tucano e l'Uccello del Paradiso.
Queste costellazioni, insieme alla Colomba, introdotta da Plancius nella sua grande mappa murale del globo del 1592, furono raffigurate nel 1603 da Johann Bayer nel suo atlante celeste, l'Uranometria.
Nel 1612 (o 1613) Plancius inserì le seguenti otto costellazioni su un globo celeste di 26,5 cm fabbricato ad Amsterdam da Pieter van den Keere: l'Ape, la Giraffa, il Cancro Minore, i Fiumi Eufrate e Tigri, il Gallo, il Fiume Giordano, l'Unicorno e la Freccia Australe.
Di queste ultime costellazioni, gran parte delle quali di origine biblica, le uniche che si trovano nelle moderne carte celesti sono la Giraffa e l'Unicorno.
L'asteroide 10648 Plancius commemora oggi i contributi di questo astronomo nella cartografia celeste e terrestre.

## Mappe

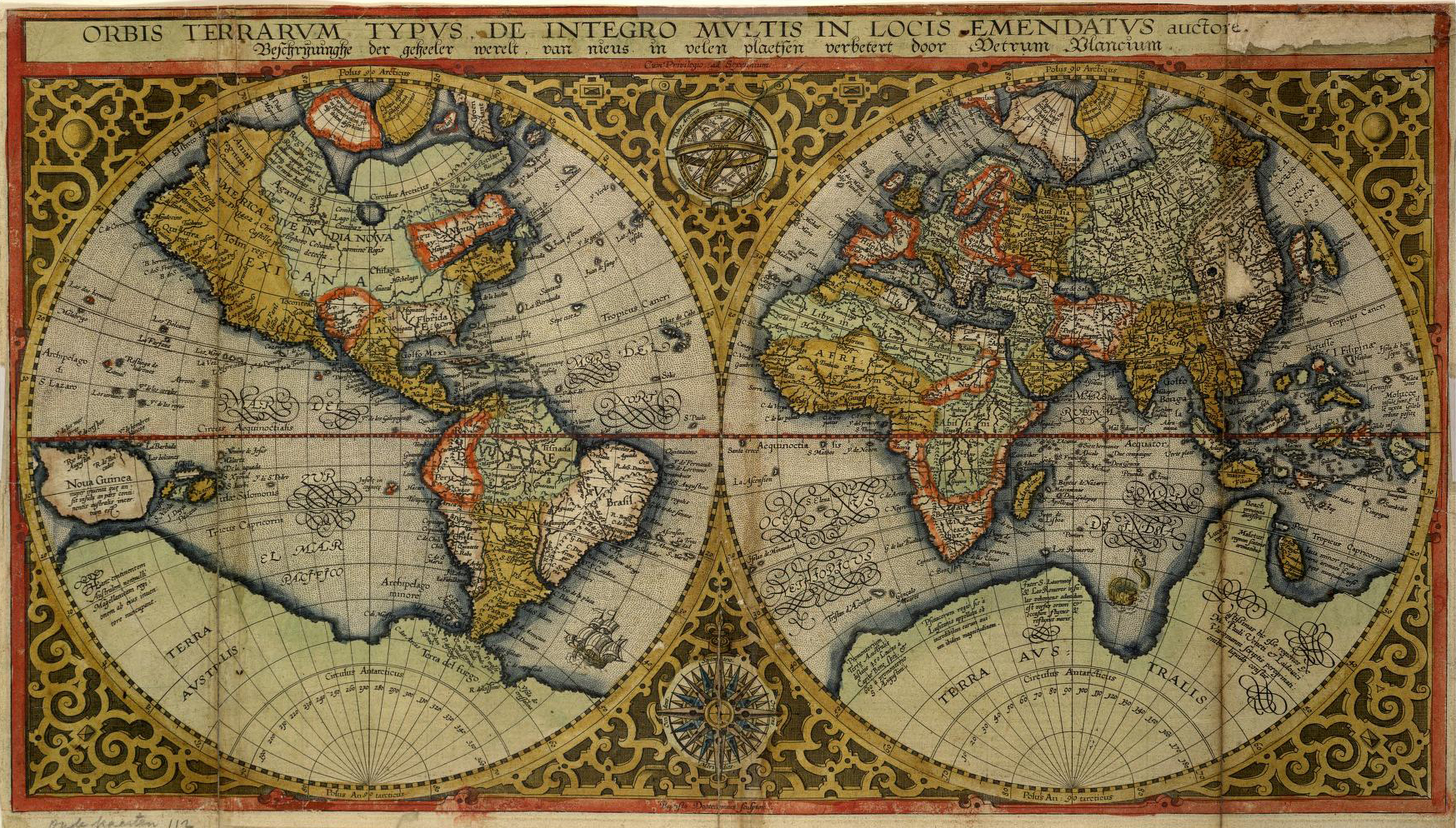
Orbis Terrarum 1590
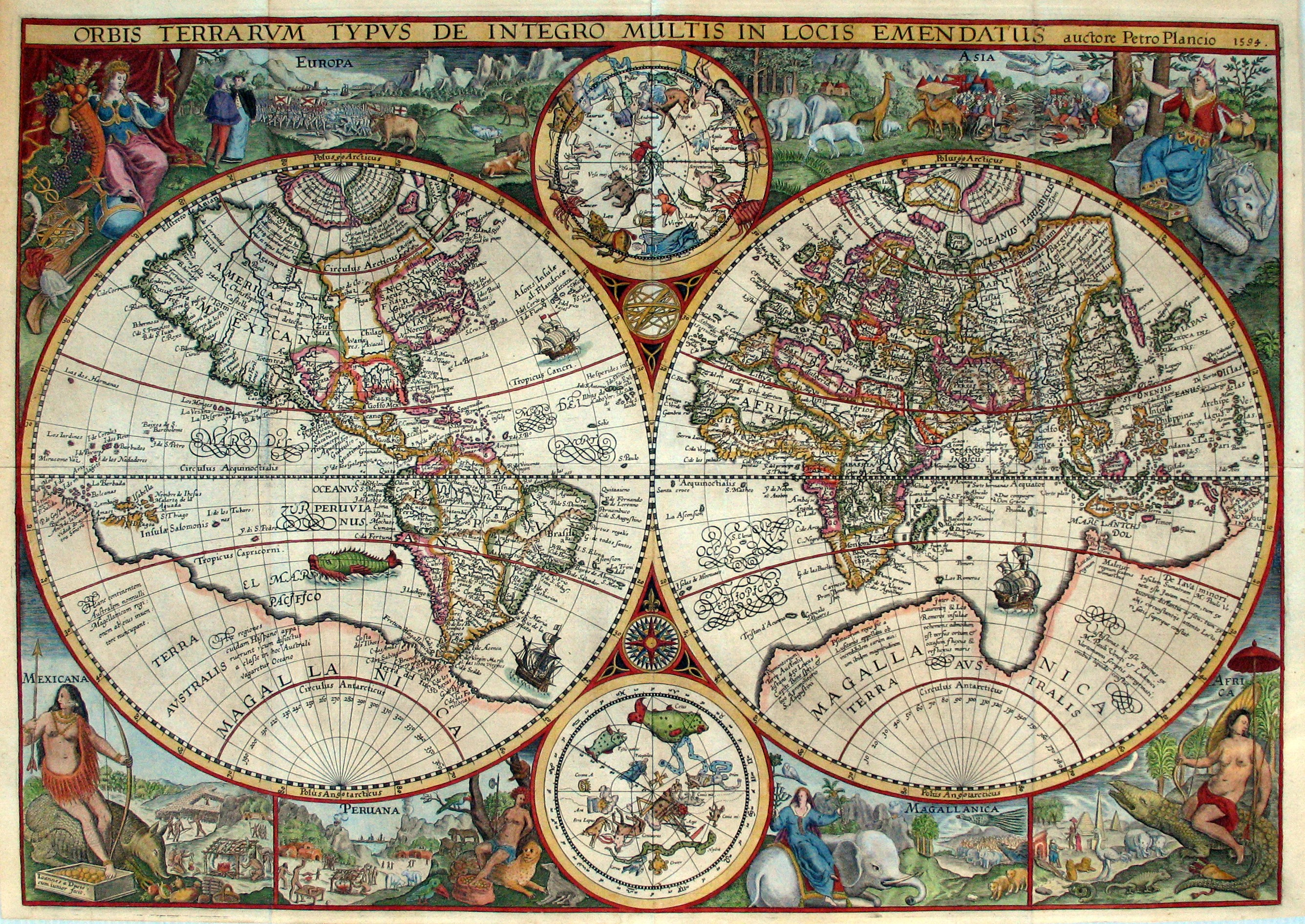
Orbis Terrarum 1594
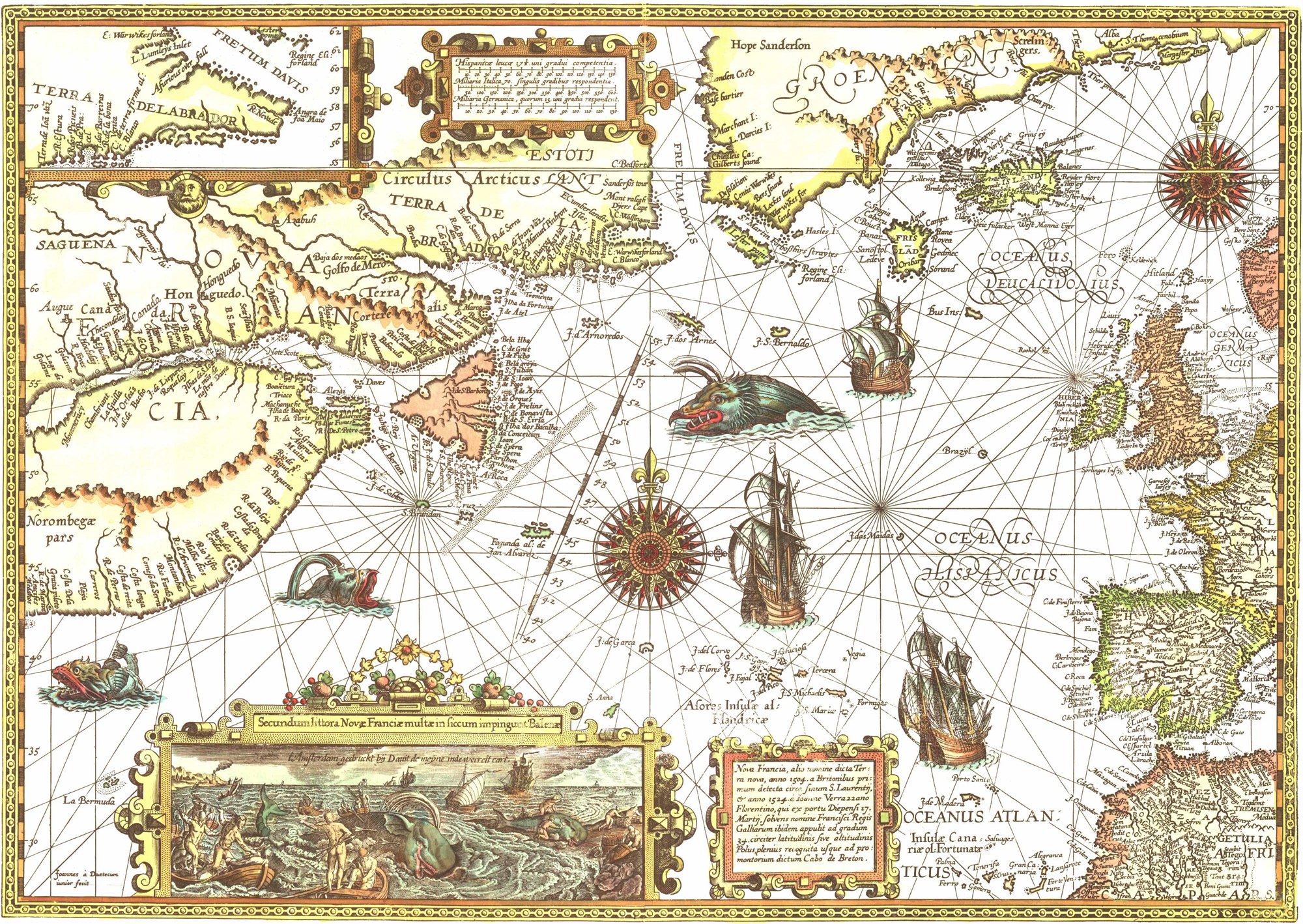
Nova Francia .. Terra Nova 1592
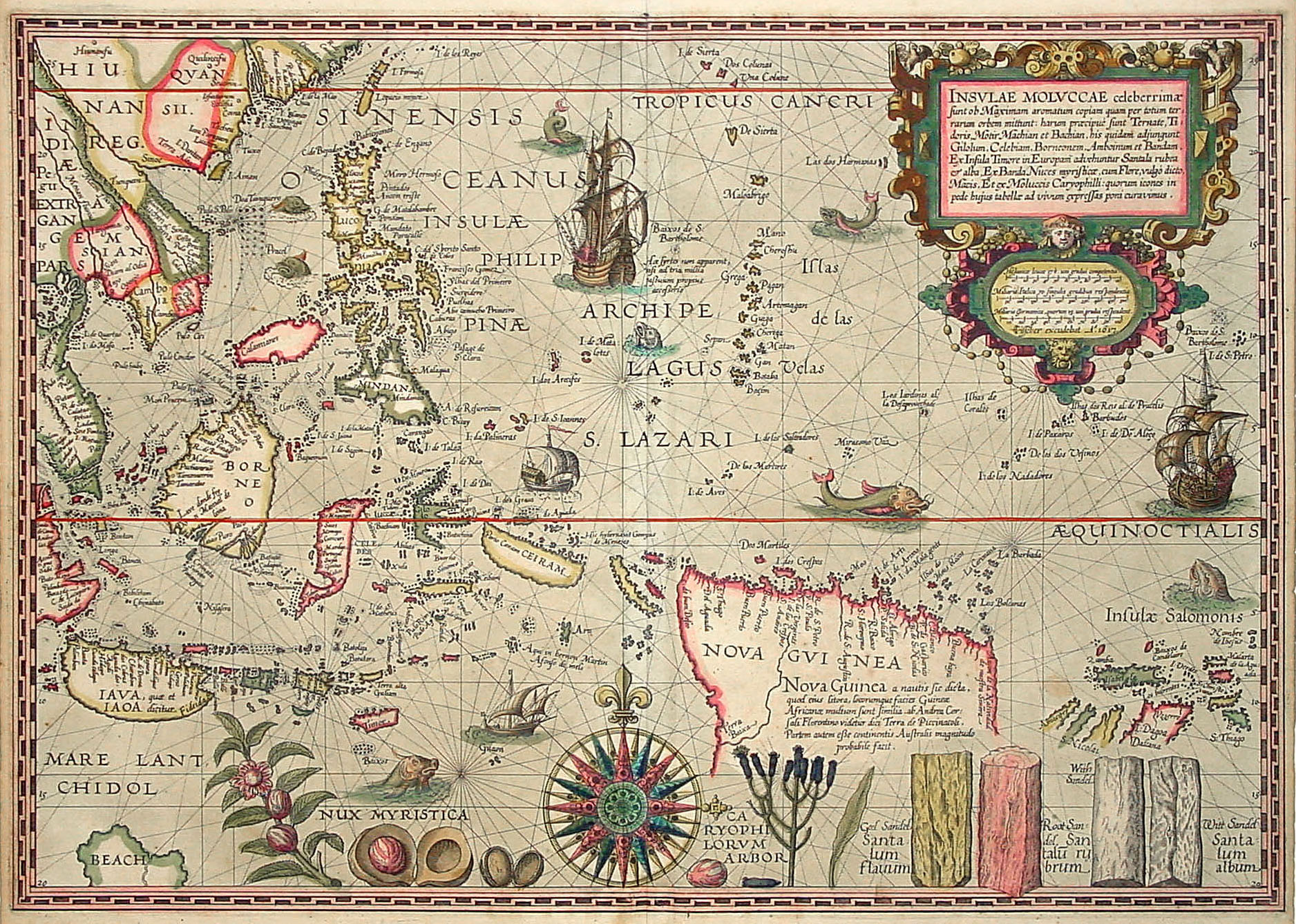
Insulae Moluccae 1592